# Museo postale del Principato del Liechtenstein
Il Museo postale del Principato del Liechtenstein (in tedesco Postmuseum des Fürstentums Liechtenstein) è un museo postale situato a Vaduz, nella capitale del Liechtenstein. È affiliato al Museo nazionale del Liechtenstein dal 2006.

## Storia

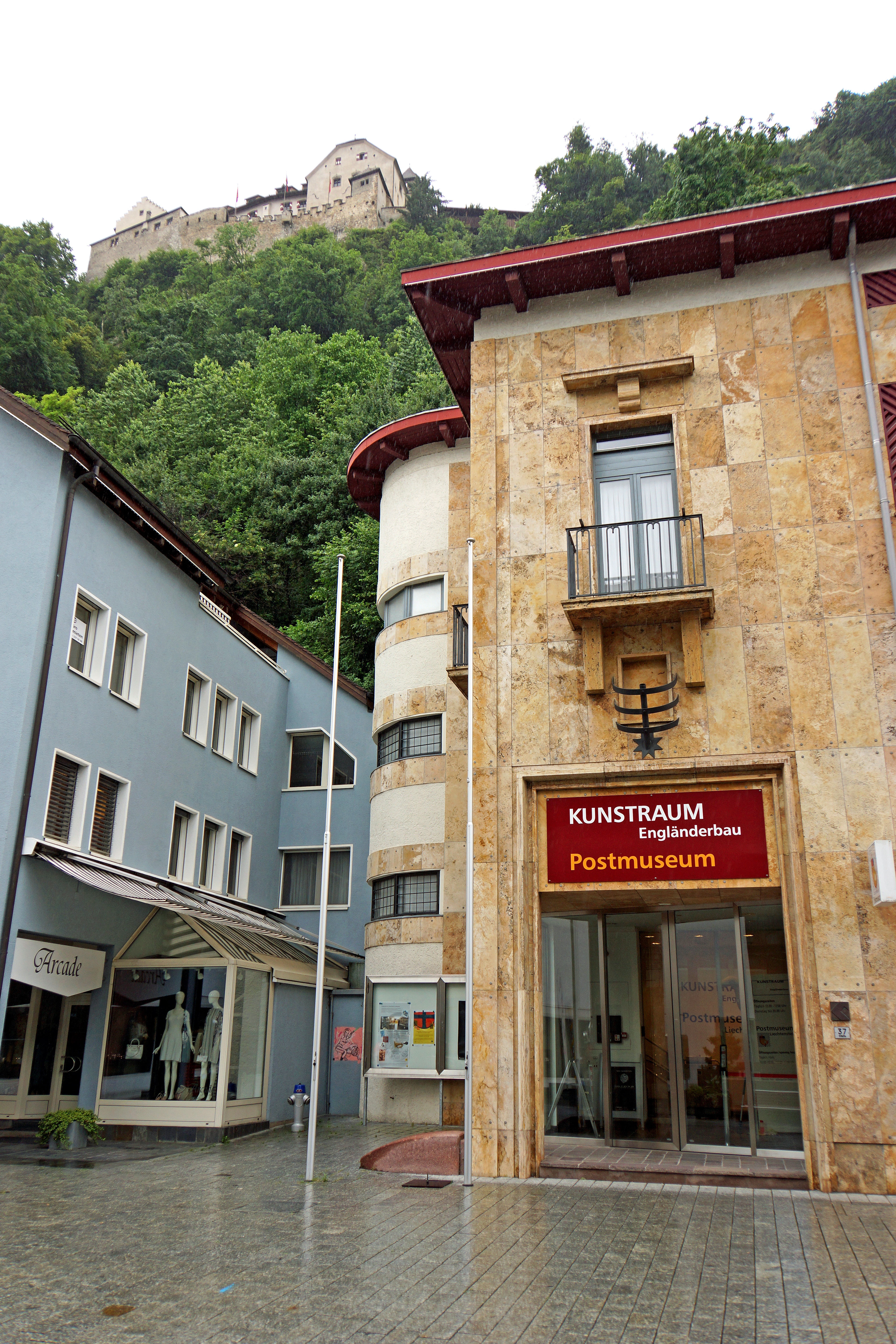
Il Museo postale del Liechtenstein nel centro di Vaduz. Sopra di esso è visibile il Castello di Vaduz

Il museo venne fondato nel 1930, sotto il regno del principe Francesco I, per raccogliere e mettere in mostra al pubblico la storia filatelica e postale del paese. Il museo venne aperto al pubblico nel 1936 e da allora cambiò varie volte sede.

### Sede attuale
La sede attuale è l'Engländerbau (in italiano "edificio inglese"), un edificio situato nel centro di Vaduz. Venne costruito nel 1934 e la sua funzione originaria era quella di ospitare una società di lotterie britannica. L'edificio venne costruito su progetto dell'architetto tedesco Erwin Hinderer ed è la prima struttura del Liechtenstein con il telaio costruito in acciaio. Ospita il museo postale del Principato dal 2002 e il 1º settembre 1992 è stato dichiarato edificio storico.

## Esposizione
Nel museo sono esposti i francobolli emessi nel Principato dal 1912, che costituiscono la parte principale dell'esposizione, soprattutto grazie all'elevata grafica che li contraddistinguono a livello internazionale. Sono esposti anche oggetti del passato come attrezzature postali, divise dei postini, cassette postali, schizzi originali dei francobolli, bozzetti, disegni, stampe e stampe di prova, litografie, lastre di incisione e documenti relativi alla storia filatelica e postale del paese. 
Nel museo sono esposti anche dei francobolli che l'artista di francobolli russo Ivan Grigorievich Myasoedov (1881-1953) disegnò per il paese dal 1938 al 1943. All'interno del museo vengono spesso allestite mostre temporanee e il materiale esposto all'interno di esso viene regolarmente inviato ad altre mostre filateliche.

## Curiosità

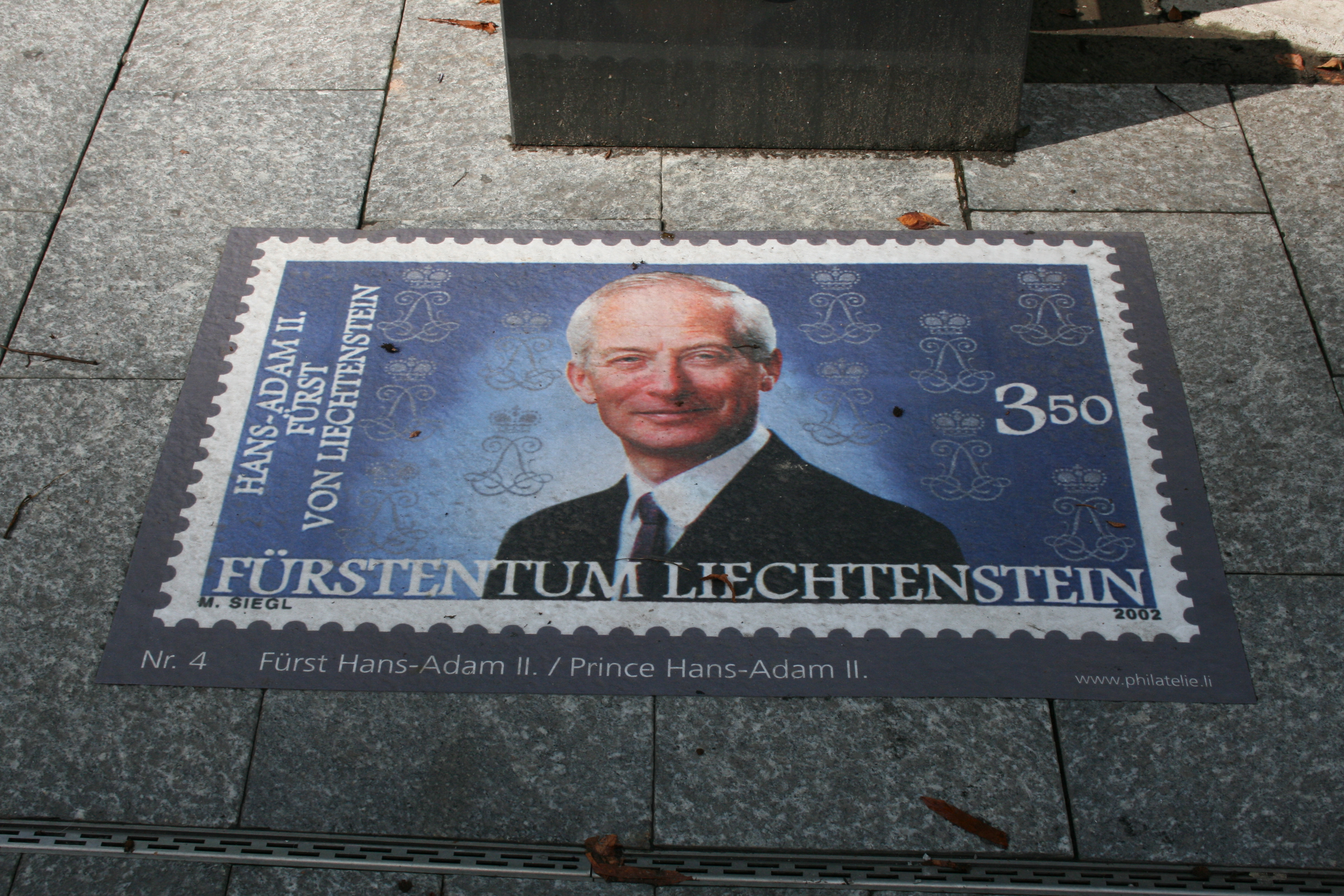
Francobollo della zona pedonale di Städtle, nel centro di Vaduz, raffigurante Giovanni Adamo II

Nel maggio del 2011, nella zona pedonale del centro di Vaduz che ospita il museo, sono stati posizionati sulle lastre di pavimentazione dei marciapiedi 25 francobolli di grandi dimensioni. Tra questi francobolli, uno ritrae il principe Giovanni Adamo II, attuale sovrano del Liechtenstein.